# Val de căldură (film din 1970)
Val de căldură (titlul original: în italiană Ondata di calore) este un film de dramă psihologică, coproducție franco-italian, realizat în 1970 de regizorul Nelo Risi, după romanul omonim Dead of Summer din 1955 al scriitoarei americane Dana Moseley, protagoniști fiind actorii Jean Seberg, Luigi Pistilli, Lilia Nguyen și Gianni Belfiore.

## Rezumat
Joyce este o tânără americană, soția unui inginer german, Alexander Grass, care lucrează de ani de zile la reconstrucția orașului Agadir, orașul marocan distrus de cutremurul din 1960. Viața ei solitară de acasă nu pare să fie foarte fericită: atitudinea paternalistă a soțului ei, tendințele lui anormale, precum comunicarea prin casete înregistrate, au făcut-o incapabilă de reacție, o femeie frustrată. Într-o zi, afectată de căldura însuportabilă adusă de o furtună violentă de nisip, ea decide să iasă, mai întâi încercând să vorbească cu doctorul Volterra, un prieten de familie, apoi luând un avion ca să fugă.
Femeia este obsedată și de aparițiile bruște ale lui Ali, tânărul prieten al soțului ei, care apare în toate locurile pe care le frecventează. După ce s-a întors acasă bine dispusă, vede pe fereastră un cuplu de vecini goi și atât de excitată de această viziune, îl lasă pe Alì să intre în casă, încercând să se apropie de el dar fără succes. Văzându-se respinsă, ea îl alungă, iar la limita disperării încearcă să se sinucidă otrăvindu-se cu gaz: doctorul Volterra sosește tocmai la timp pentru a o salva.
Admisă la clinică pentru a-și găsi un pic de liniște, ea este din nou asaltată de coșmarurile și anxietățile ei. În timp ce se uită la o emisiune de dans african la televizor, ritmul obsesiv o îmbătă, dar are o cădere nervoasă violentă. După ce a scăpat în mașina medicului, ea se grăbește acasă unde îi găsește pe polițiști care au descoperit cadavrul soțului pe care îl omorâse cu o zi înainte. Volterra, care a sosit la scurt timp după aceea, o însoțește în mijlocul strigătelor oamenilor și a blitzurilor fotografilor.

## Distribuție
- Jean Seberg – Joyce Grasse
- Luigi Pistilli – doctorul Volterra
- Lilia Nguyen – menajera
- Gianni Belfiore – Ali
- Paolo Modugno – șeriful
- Franco Acampora – Bianchi
- Stefano Oppedisano – agentul
- Renzo Palmer – Alexandre Grasse (voce), nemenționat

## Premii
- 1970 – Festivalul de Film de la San Sebastián
  - Premiul Scoica de Aur pentru cel mai bun film;

## Lansare
Filmul Val de căldură a avut premiera în Milano pe data de 24 februarie 1970.
În România premiera filmului a avut loc la data de 1 aprilie 1971 în cadrul zilelor filmului italian la cinematograful „Capitol” din capitală.